# École nationale d'ingénieurs de Carthage
L'École nationale d'ingénieurs de Carthage (arabe : المدرسة الوطنية للمهندسين بقرطاج) ou ENICarthage est un établissement universitaire tunisien rattaché à l'université de Carthage. Situé à l'Ariana (Tunisie), il est fondé à l'initiative du professeur Abdelhamid Ben Youssef et créé par le décret no 2002-1623 du 9 juillet 2002 sous le nom d’École supérieure de technologie et d'informatique (المدرسة العليا للتكنولوجيا والإعلامية) ou ESTI.

## Formations
L'ENICarthage offre plusieurs formations spécialisées et sanctionnées par des diplômes de masters et d'ingénieur en génie informatique, génie mécatronique, génie des systèmes industriels et logistiques et génie des systèmes infotronique.
Les titulaires du diplôme de maîtrise délivré par l'ENICarthage peuvent :
- intégrer le monde de l'entreprise (industrie et services) ;
- rejoindre le corps de l'enseignement secondaire ;
- poursuivre des études de troisième cycle en optant pour un master de recherche (suivi d'une thèse de doctorat) ou d'un master professionnel.

Étant un établissement à vocation technologique, les différents types de diplômes reposent sur un équilibre entre les connaissances fondamentales et les connaissances appliquées. L'acquisition de l'ensemble de ces connaissances est répartie sur tout le cursus avec une dominante de connaissances fondamentales en premier cycle et une dominante de connaissances appliquées durant le deuxième cycle. Pour chacune des filières, la dernière année du deuxième cycle permet aux étudiants de se spécialiser dans un axe particulier de la filière :
- la composante fondamentale comprend les connaissances scientifiques ainsi que les concepts théoriques de base relatifs à la filière. Cela permet de donner aux diplômés la capacité d'accompagner les évolutions technologiques dans leurs domaines de compétences ;
- la composante appliquée est mise en œuvre à travers un volume important de travaux et de projets pratiques. Ce qui permet de faciliter l'apprentissage des connaissances de base et de donner aux étudiants des savoir-faire professionnels. Les travaux pratiques et les projets tutorés sont complétés par un stage d'immersion dans l'entreprise en plus d'un stage de fin d'études.

## Filières

### Cycle d'ingénieur
L'ENICarthage est habilitée à dispenser trois formations d'ingénieurs, en mécatronique depuis 2009, en « génie informatique » et en « génie des systèmes industriels et logistiques », avec pour objectif de répondre aux besoins des entreprises en cadres de haut niveau capables de concevoir et de gérer des systèmes et des processus complexes, de préparer les diplômés à la création d'entreprises à haute valeur ajoutée permettant d'étoffer le tissu économique tunisien et de contribuer à la recherche fondamentale et appliquée dans les différents domaines.
Depuis la rentrée scolaire 2012-2013, l'école est habilitée à délivrer le diplôme national d'ingénieur au bout de trois ans aux élèves ingénieurs recrutés après une classe préparatoire.

### Masters
L'ENICarthage est habilitée à délivrer :
- un diplôme de master professionnel (ancien régime) en ingénierie des systèmes d'information et du logiciel depuis 2006 ;
- un diplôme de master professionnel (ancien régime) en sécurité électrique depuis 2008 ;
- deux diplômes de master professionnel (régime LMD) en ingénierie des systèmes informatiques ainsi qu'en commande et supervision des systèmes automatiques depuis 2010 ;
- un diplôme de master de recherche (régime LMD) en électronique électrotechnique automatique depuis 2011.

### Licences
À partir de l'intégration du régime LMD en 2007, l'ESTI met en place plusieurs licences dans le domaine « sciences et technologies » :
- Deux licences mention « électronique électrotechnique automatique » assurées par le département de génie électrique, avec un parcours :
  - Fondamental : automatique et informatique industrielle
  - Appliqué : automatisme et mécatronique
- Deux licences mention « management des systèmes industriels » assurées par le département de gestion industrielle, avec un parcours :
  - Fondamental : management des systèmes de production
  - Appliqué : management de la maintenance
- Deux licences mention « informatique » et « réseaux informatiques » assurées par le département d'informatique appliquée, avec un parcours :
  - Fondamental : sciences de l'informatique
  - Appliqué : systèmes informatiques et logiciels, administration des réseaux et services

Durant l'année 2012-2013, la formation par le biais des licences disparaît en raison du passage de l'ESTI au statut d'école d'ingénieurs sous le nom d'ENICarthage.

## Ouverture sur l'environnement
Pour un établissement de formation technologique, les relations avec le monde de l'entreprise constituent une importance considérable. Aussi, l'ENICarthage vise-t-elle à mettre en place un réseau de partenariat avec des entreprises industrielles et de services qui apporteraient leurs visions et enrichissement dans l'élaboration des programmes de formation mais aussi la participation dans leur réalisation et ce, à travers la prise en charge de cours et de conférences, l'encadrement de projets et l'accueil de stagiaires.

## Coopération internationale
De multiples actions de collaboration en enseignement et en recherche sont développées entre les enseignants-chercheurs de l'ENICarthage et l'université de Versailles – Saint-Quentin-en-Yvelines (France). Ces actions de collaboration portent sur :
- la mise en place d'un partenariat entre l'ENICarthage et l'Institut des sciences et technologies des Yvelines. Les buts de ce partenariat sont l'échange d'étudiants et d'enseignants entre les deux établissements et le partage des pratiques dans les domaines pédagogiques et scientifiques ;
- la mise en place de programmes de coopération avec le Laboratoire de robotique de Versailles, dans les domaines de la mécatronique et de la robotique, dont l'objectif est d'aboutir à des activités de recherche et de formation communes ;
- la participation à des encadrements et des jurys de thèses en cotutelle.

## Vie estudiantine
En dehors des enseignements, une dynamique importante d'activités culturelles, artistiques et sportives est initiée avec l'objectif de permettre à chacun d'acquérir un savoir-vivre. De plus, une association est en cours de mise en place pour rassembler plusieurs clubs à vocation scientifique (Club de logiciels libres, Club de programmation, ESTI Junior Entreprise, etc.).
Parmi les clubs existants, on peut citer le Club Jokerinfo (logiciel libre), le Club OverSky, NetLinks ENICarthage, le Club Santé+, le Mechatronic Engineering Discovery Club, l'Aeronautic Club, la IEEE ENICarthage Student Branch, le Club Mécatronique ENICarthage, la Jeune chambre internationale, Leaders ENICarthage, Enactus ENICarthage, le Versatility Upgrading Club ENICarthage, Melkart Junior Entreprise, etc.